# Gozo Poderoso
Gozo Poderoso è un album in studio del 2000 della band colombiana Aterciopelados. Ha ricevuto nomination ai Latin Grammy per il "miglior album vocale rock da un duo o un gruppo con voce" e "miglior disco dell'anno" per la canzone El Álbum, vincendo la prima.

## Tracce
1. Luz azul – 4:11
2. Uno lo mío y lo tuyo – 4:39
3. Rompecabezas – 4:13
4. Esmeralda – 4:04
5. Gozo poderoso – 4:10
6. El álbum – 3:58
7. Untitled – 4:45
8. Transparente – 3:51
9. La misma tijera – 3:02
10. Fantasía – 3:55
11. Luto – 3:00
12. Interludio – 0:28
13. A su salud – 3:21